# Harmony Lessons
Harmony Lessons (Uroki garmonii) è un film del 2013 diretto da Emir Baigazin.